# Kazajistán Occidental
Kazajistán Occidental (kazajo: Батыс Қазақстан облысы/Batıs Qazaqstan oblısı (en grafías cirílica y latina) respectivamente, ruso: Западно-Казахстанская область, transliterado como Západno-Kazajstánskaya óblast) es una de las diecisiete provincias que, junto con las tres ciudades independientes, conforman la República de Kazajistán. Su capital es Oral.

## Geografía
Está ubicada en el extremo noroeste del país, limitando al oeste y norte con Rusia, al este con Aktobé y al sur con Atirau, siendo considerada como parte de Europa.
La región limita con Rusia y está cerca de los montes Urales. El río Ural nace en Rusia, luego atraviesa el territorio y sigue su curso hacia el mar Caspio. La región tiene la distinción de estar parte en Europa y parte en Asia.

## División administrativa

Límites, distritos y la ciudad de Oral de la provincia de Kazajistán Occidental.

La provincia se divide en 12 distritos y la ciudad de Oral.

## Demografía
Según estimaciones oficiales de la Agencia de Estadísticas de Kazajistán, tenía una población de unos 602.000 habs. al 1 de enero de 2003, incrementada levemente a 615 000 habs. a principios de 2008. Su capital Oral (también conocida como Uralsk y Ural'sk), tiene una población de unos 200 000 habs.
La población mayoritaria es la eslava.